# سعيد محمد باوزير
سعيد محمد بن هاوي باوزير هو شاعر وكاتب يمني. ولد عام 1954 في مدينة غيل باوزير في محافظة حضرموت. تلقى تعليمه الأولي في مدينته. بدأ حياته العملية مُدرِّسًا في ثانوية الغيل. وبدأ اهتمامه بالشعر أثناء دراسته الثانوية، وتعتبر أغنية (بايبين عند المحك) أول محاولاته في كتابة الأغاني. كتب في القصيدة الغنائية بالعربية الفصحى، تغنى بقصائده العديد من الفنانين منهم كرامة مرسال ومحفوظ بن بريك وعوض بن ساحب. طبع له ديوانا شعر.